# Uvdal stavkirke
Uvdal stavkirke er en stavkirke, der står i  i Uvdal i Nore og Uvdal kommune i Viken. Den fremstår i dag som en korskirke i stavværk (stående tømmer), men den blev oprindelig bygget som en étskibet stavkirke af midtmasttypen. De senere udvidelser og tilbygninger er udført i samme teknik som den oprindelige stavkirke, og man har i stor grad kun flyttet på og genbrugt bygningsdelen fra middelalderen.
Det bliver normalt dateret tilslutningen af 1100-tallet. Det ældste tømmer i bygningen er dateret til 1168 ved hjælp af dendrokronologi, og kirken er nok udført umiddelbart efter dette, da det ser ud til, at det ikke var helt tørt, da det blev brugt til at bygge med. Kirken har også i dag præg af middelalder i bygningsformen, med kraftige indslag fra renæssancen og rokoko i interiøret.
Bygningen har ca. 170 siddepladser.
Kirken ligger oppe i Kirkebygda på den gamle præstegård Opdal (i dag «Prestgarden»), hvor to bygninger (et loft med middelalderkerne og en stue som fungerede som skole for «Kirkebygden» fra 1800-tallet til 1968) står som del af Nore og Uvdal Bygdetun. Uvdal stavkirke blev tidligere også kaldt "Uppdals K. i Numdal" eller "Opdals kirke".